# Alternacja (architektura)

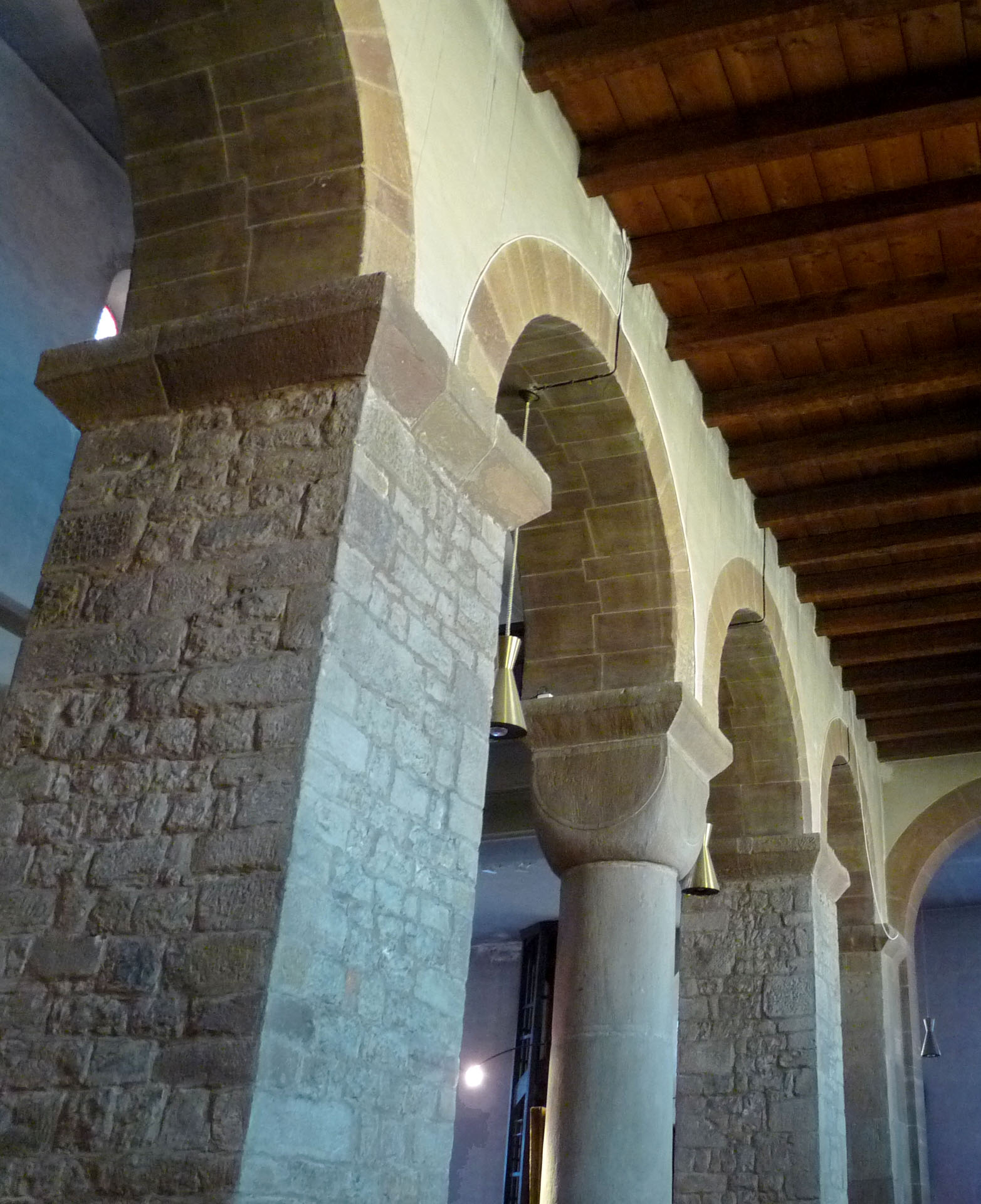
Alternacja w architekturze – zmienny układ podpór

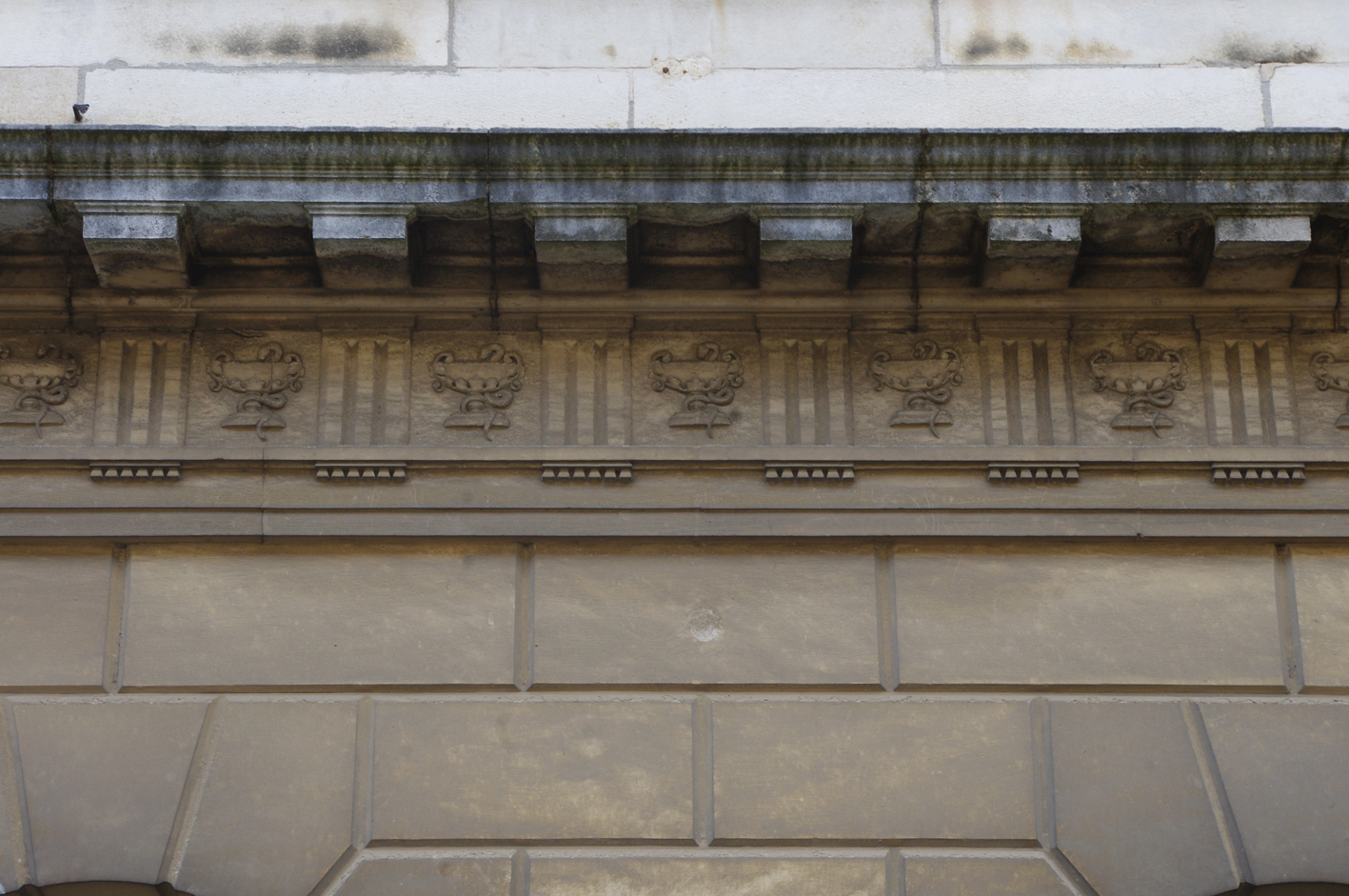
Alternacja - fryz z ułożonych przemiennie tryglifów i metop

Alternacja (łac. alternare „odmieniać”) – przemienny, powtarzający się układ elementów dekoracyjnych lub architektonicznych, najczęściej w układzie liniowym. W sztuce zdobniczej występuje np. na bordiurach, wstęgach, w biżuterii. W architekturze jest to rytmiczny układ elementów konstrukcyjnych lub dekoracyjnych, takich jak filary i kolumny, półkolumny i pilastry, blendy i okna, elementy attyk, fryzów i inne.

## Historia
Alternacja występuje w sztuce od czasów prehistorycznych do dziś. Za najstarszy jej przykład jest uważany występujący w paleolicie naszyjnik złożony z ułożonych na przemian zębów i kręgów zwierzęcych. 
Dla architektury romańskiej charakterystyczny był tzw. zmienny układ podpór polegający na stosowaniu na przemian kolumn i filarów. 

## Rodzaje alternacji
- alternacja prosta – oparta na dwóch elementach ułożonych naprzemiennie
- alternacja grupowa – o powtarzających się grupach składających się z co najmniej 2 elementów